# 차으르 베이
에부 쉴레이만 차으르 베이 다우드 이븐 미카일 이븐 셀추크(튀르키예어: Ebû Süleyman Çağrı Bey Dâvûd  b. Mîkâîl b. Selçuk, 아제르바이잔어: Çagrı bəy Davud Mikayıl bəy oğlu Səlcuq bəy oğlu, 투르크멘어: Ebu Süleýman Çagry beg Dawud bin Mikaýyl bin Seljuk; 990년? ~ 1059년?)은 셀주크 왕조의 일원으로, 동생 투으룰 베이와 함께 11세기 페르시아에서 셀주크 제국을 세웠다. 이후 셀주크 제국의 군주, 케르만 셀주크의 군주, 시리아 셀주크의 군주들은 차으르의 피를 이었다. 차으르라는 단어는 튀르크어로 ‘작은 매, 쇠황조롱이’를 의미한다.

## 생애

### 어린 시절
차으르 베이는 990년 경 태어났다. 아버지 미카일 이븐 셀추크는 비무슬림 튀르크 집단과 전쟁 중에 전사하였기에, 동생인 투으룰 베이와 함께 할아버지, 셀추크의 슬하에서 양육되었다.
10세기 말에 하자르 제국에서 시르다리야 인근으로 이주한 셀주크는 사만 제국의 동맹으로 카라한 칸국과의 전쟁에 참전했다. 하자르 제국에서 빠져나올 당시 셀주크 집단은 매우 소수였으나, 이시기 초원을 덥친 기후변화로 이주한 유목민들을 포섭하며 그 세력을 불렸다. 사만 제국은 셀주크를 동맹으로 삼기 위해 사마르칸드와 수도 부하라 인근의 목초지를 그에게 제공했다. 셀주크 집단은 사마르칸드 인근에서 여름을 보냈고, 부하라 인근에서 겨울을 지냈다. 그러나 본래의 초지였던 화레즘 인근도 포기하지 않았던 것으로 보이는데, 1030년대까지도 카라칼팍스탄 인근의 초원에서 겨울을 났던 셀주크 집단이 존재하기 때문이다.
1009년 경, 셀주크가 107살의 나이로 죽은 뒤, 셀주크 가문의 가권은 맏아들 아르슬란 이스라일에게 넘어갔다. 아르슬란 이스라일은 카라한 칸국의 군주 알리 테긴의 동맹이었다. 알리 테긴은 1020년 경 부하라 인근에서 자립하고자 했다. 그의 영토는 형제, 일레크 칸과 일레크를 지지했던 가즈나 제국의 술탄 마흐무드의 사이에 끼인 처지였다. 마흐무드는 알리 테긴을 제거하기 위해 트란스옥시아나로 진군했다. 부하라 인근의 초원에서 마흐무드가 마주한 것은 아르슬란의 군대였다. 마흐무드는 즉각 이들을 공격하여 아르슬란 이스라일을 포획하고 유폐했다. 이후 마흐무드는 항복한 셀주크 집단의 유목민들을 후라산으로 이주시켰다. 마흐무드에 항복하지 않은 유목민들은 아르슬란 이스라일에 대한 충성을 유지하며 발칸주로 도주한 다음, 차츰 서쪽으로 이주했는데, 이들 집단은 후일 이라키야라 불리게 되었다.

### 후라산 정복
아르슬란 이스라일이 사라지자, 셀주크 가문 내부에서 권력 투쟁이 벌어졌다. 그 결과 이스라일의 동생 무사 야브구와 투으룰, 차으르 형제가 일종의 삼두 정권을 수립한 것으로 보인다. 이들은 카라한 칸국의 알리 테긴에 복종하지 않았다. 그러나 1034년 경, 알리 테긴과 그 동맹군은 무사 야브구와 투으룰, 차으르 형제가 이끄는 셀주크 집단을 격파했다. 삼두가 이끄는 셀주크 집단은 화레즘으로 도주했는데, 당시 화레즘을 다스리던 가즈나 제국의 태수 하룬은 이들을 이용해 후라산을 정복하고자 했다. 하룬은 1035년, 가즈나 제국의 사절에 의해 살해 당했고, 셀주크인들은 남쪽의 카라쿰 사막을 거쳐 후라산 지역으로 도주했다.
후라산 지역에 당도한 셀주크 집단은 마흐무드의 후계자 마수드 1세에게 후라산의 통치권을 양도하면 종주권을 인정하겠다 제의했으나, 마수드는 이를 거부하고 친정을 준비했다. 그러나 그의 원정은 재앙으로 끝났다. 1036년 6월, 나사 인근에서 매복한 튀르크멘 군대는 마수드의 군대를 격파했다.
그리하여 후라산 대부분이 셀주크인들의 손에 떨어졌다. 마수드는 셀주크인들의 요구를 받아들여, 차으르에게는 디히스탄, 투으룰에게는 나사, 무사 야브구에게는 파라와의 디칸 직위가 내려주었다. 1036년 11월에는 사라흐, 아비와르드, 메르브가 셀주크인들에게 항복했다. 셀주크인들은 정복지에서 가즈나 제국의 행정 체제를 그대로 두었다. 이제 셀주크인들은 마수드에 공개적으로 대항하기 시작했다. 차으르는 발흐까지 원정을 수행하여 가즈나 궁정을 충격에 빠뜨렸다. 가즈나 궁정은 군대를 파견하여 셀주크 약탈자들을 몰아냈으나, 튀르크멘 군대에 타격은 주지 못했기 때문에 곧 약탈은 재개되었다. 몇 년간의 기근에 지치고 가즈나 제국의 도움도 기대할 수 없게 된 후라산의 도시 대부분은 1037년에 셀주크인들에게 항복했다.
가즈나 제국은 쉽사리 후라산을 포기하지 않았다. 1037년 이후 약 2년 동안 가즈나 군대는 여러 차례 후라산에 진입했지만, 중무장한 병력과 코끼리를 주력으로 했기에 셀주크인들을 완벽하게 격파할 수 없었다. 셀주크인들은 번번히 카라쿰 사막 너머의 초원으로 도주했다가, 가즈나 군의 철수 이후 후라산으로 돌아오기를 반복했다.
최후의 결전은 1040년에 일어났다. 술탄 마수드는 대군을 꾸려 다시 한번 후라산으로 진군했다. 마수드의 군대는 니샤푸르를 거쳐 메르브로 접근했다. 그러나 가즈나 군대는 사막을 거치며 지친 상태였고, 보급도 충분하지 않았다. 설상가상으로 술탄의 친위대와 여타 부대들이 물을 두고 싸움을 벌일 정도였다. 그 동안 차으르가 이끄는 약 1만 6천 명의 튀르크멘 군대는 사막을 따라 마수드를 추격하고 있었다. 마수드의 군대가 단다나칸에서 서로 나누어 대형을 갖춘 것을 본 차으르는 즉시 공격을 개시했다. 가즈나 군대는 참패했고, 마수드는 겨우 목숨을 건져 남쪽으로 도주했다. (단다나칸 전투) 가즈나 제국은 이렇게 붕괴했다.

### 셀주크 제국의 형성
단다나칸의 승리는 셀주크인들에게도 놀라운 일이었다. 차으르는 마수드의 군대가 돌아올까 한동안 전투 태세를 유지하며 단다나칸에 머물렀다. 그러나 승리가 얼마나 큰지 알아챈 뒤에는 빠르게 움직였다. 차으르는 발흐를 점령했고, 투으룰은 니샤푸르로 입성했다. 무사 야브구는 헤라트를 점령했다. 이후 셀주크 정권의 세 군주는 영토를 분할했다. 무사 야브구는 헤라트 인근을 지배했고, 차으르는 메르브에서 니샤푸르 사이의 영토를 다스리기로 했다. 투으룰은 서쪽으로 나아가, 정복한 지역을 다스리기로 했다. 이무렵 사료들은 투으룰이 두 사람의 상위군주 노릇을 했다고 주장했으나, 사실과는 멀어보인다. 튀르크의 전통에 따르면 동쪽이 서쪽보다 더 높은 지위를 의미했다. 또한 차으르는 주화를 발행하며, 투으룰과 마찬가지로, 군주를 상징하는 활과 화살 모티브를 활용했다. 칭호에 있어서도, 차으르는 후트바에서 스스로를 왕중왕(아랍어: ملك المملوك malik al-mulūk[*])이라 일컫었다. 이 당시 투으룰의 지위는 최소한 다른 두 사람의 지위보다 높지 않았을 것이다.